# (1140) Crimea
(1140) Crimea es un asteroide perteneciente al cinturón de asteroides descubierto el 30 de diciembre de 1929 por Grigori Nikoláievich Neúimin desde el observatorio de Simeiz en Crimea.
Está nombrado por Crimea, península del este de Europa donde está situado el observatorio de Simeiz.